# Ursus spelaeus
El oso de las cavernas u oso cavernario (Ursus spelaeus) es una especie extinta de mamífero omnívoro de la familia de los úrsidos.
Vivió durante el Pleistoceno tardío en buena parte de Europa, desde el sur de Inglaterra al Cáucaso. Es una de las especies de osos prehistóricos más conocida del mundo y uno de los más grandes que ha existido con sus más de 130 cm de altura en la cruz, rivalizando en tamaño con los modernos osos Kodiak (Ursus arctos middendorffi) y los polares (Ursus maritimus); contemporáneos al oso cavernario. Existió en América otro género de úrsidos denominado tremarctinos dentro de los cuales las especies Arctodus (América del Norte) y Arctotherium (América del Sur) superaban en tamaño a estas tres especies de oso, aunque el oso de las cavernas sigue siendo por mucho el más popularmente conocido entre los úrsidos prehistóricos.
Tanto el nombre común como el nombre científico derivan del hecho de que los fósiles de esta especie se encontraron principalmente en cuevas. Esto se debe a que durante la hibernación, a diferencia del oso pardo, los osos de las cavernas se refugiaban exclusivamente en cuevas, comportamiento que, junto con la expansión y competencia que presentaba el Homo sapiens en la búsqueda de refugios, pudo ser influyente en su desaparición.
En mayo de 2005, un equipo de paleontólogos de California consiguió aislar parte del material genético de dos osos cavernarios.

## Descripción

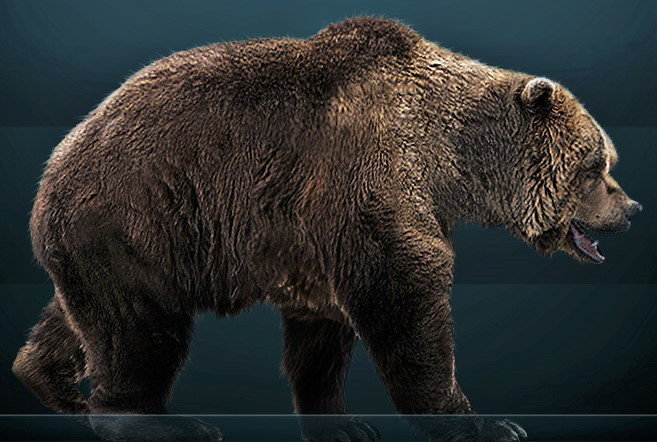
Reconstrucción de Ursus spelaeus.

El oso de las cavernas poseía un cráneo ancho y abovedado con una frente pronunciada. Su robusto cuerpo, producto de la persistencia de la tendencia observada en sus antepasados a la robustez, tenía muslos largos, espinillas masivas y pies giratorios, lo que lo hace similar en estructura esquelética al oso pardo.  Los principales rasgos que diferencian a esta especie de otros osos contemporáneos son la presencia de un morro menos pronunciado, frente abrupta y hundida, grandes molares que evidencian una dieta fundamentalmente herbívora, y unas extremidades delanteras más largas y robustas que las traseras, que crean una espalda arqueada que disminuye en altura a medida que se acerca a los cuartos traseros.
Los osos de las cavernas rivalizaban en tamaño a los osos más grandes de hoy en día. El peso promedio para los machos fue de 350 a 600 kg en pre-hibernación, con un espécimen excepcional que pesaba 817 kg o más, mientras que las hembras pesaban de 225 a 250 kg. De los esqueletos de osos de las cavernas expuestos en los museos, el 90% son machos debido a la idea errónea de que los esqueletos de hembras eran meramente "enanos". A lo largo de su distribución se formaron una serie de razas geográficas que diferían en tamaño.
Los osos de las cavernas carecían de los premolares de otras especies de úrsidos; para compensar, el último molar era muy alargado, con cúspides suplementarias. El húmero del oso de las cavernas era similar en tamaño al del oso polar, al igual que el fémur de las hembras. El fémur de los osos machos de las cavernas, sin embargo, tenía más similitudes de tamaño con los de los osos de Kodiak.

## Historia

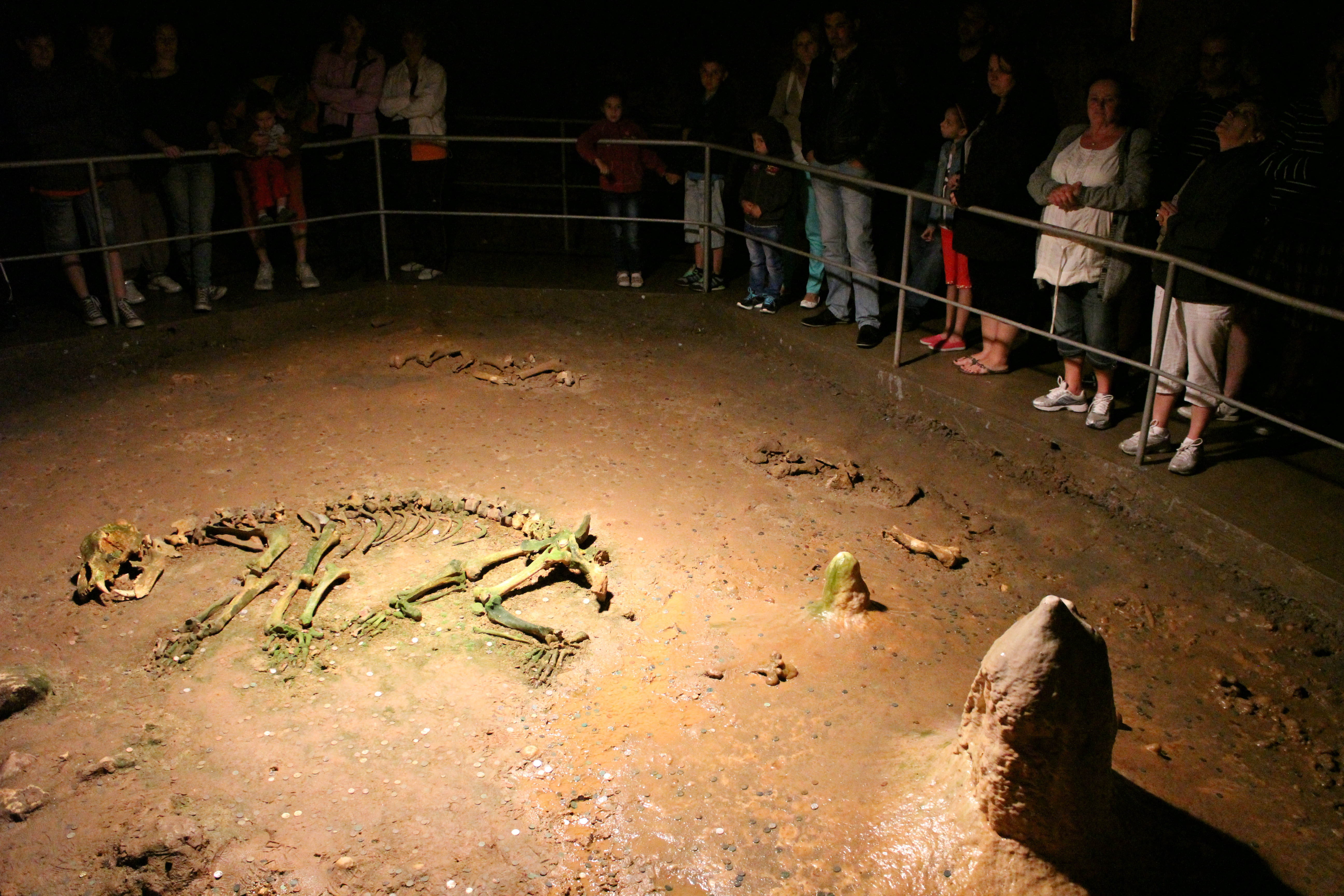
Esqueleto de un oso de las cavernas (Ursus spelaeus) en la cueva del oso (Chişcău, Rumania).

Los  primeros fósiles de Ursus spelaeus fueron descritos por primera vez en 1774 por Johann Friederich Esper en su libro Newly Discovered Zoolites of Unknown Four Footed Animals. Mientras que los científicos de la época consideraban que los esqueletos podían pertenecer a simios, cánidos, felinos o incluso dragones o unicornios, Esper postuló que en realidad pertenecían a individuos de oso polar. Veinte años después, Johann Christian Rosenmüller, anatomista de la Universidad de Leipzig, le dio a la especie su nombre binomial. Los huesos eran tan numerosos que la mayoría de los investigadores tenían poco respeto por ellos. Durante la Primera Guerra Mundial, con la escasez de abono de fosfato, la tierra de las cuevas donde se hallaron huesos del oso se usó como fuente de fosfatos. Cuando las "cuevas del dragón" en la región Steiermark, Austria, fueron explotadas para este propósito, solo se conservaron los cráneos y los huesos de las patas.
Muchas cuevas en Europa Central conservan esqueletos de osos de las cavernas en el interior, por ejemplo, el Heinrichshöhle en Hemer o el Dechenhöhle en Iserlohn, Alemania. Un esqueleto completo, cinco cráneos completos y otros 18 huesos se encontraron dentro de Jaskinia Niedźwiedzia (cueva del oso) en 1966 en Polonia. En Rumania, en una cueva llamada "La cueva de los osos", se descubrieron 140 esqueletos de osos de las cavernas en 1983.

## Evolución
Se cree que tanto Ursus spelaeus como Ursus arctos descienden del oso etrusco (Ursus etruscus) que vivió desde hace alrededor de 5,3 Ma hasta hace 100 000 años. El último ancestro común de osos de las cavernas y osos pardos vivió hace entre 1,2 y 1,4 Ma. El precursor inmediato del oso de las cavernas fue probablemente Ursus deningeri, una especie de úrsido del Pleistoceno que habitó Europa aproximadamente entre 1,8 Ma y 100 000 años. La transición entre Ursus deningeri y Ursus spelaeus se da en torno al último interglacial, aunque el límite entre estas formas es arbitrario, y se han propuesto taxones intermedios o de transición tales como Ursus spelaeus deningeroides, mientras que otros investigadores consideran a ambos taxones como variaciones cronológicas de la misma especie.

## Paleobiología

### Alimentación

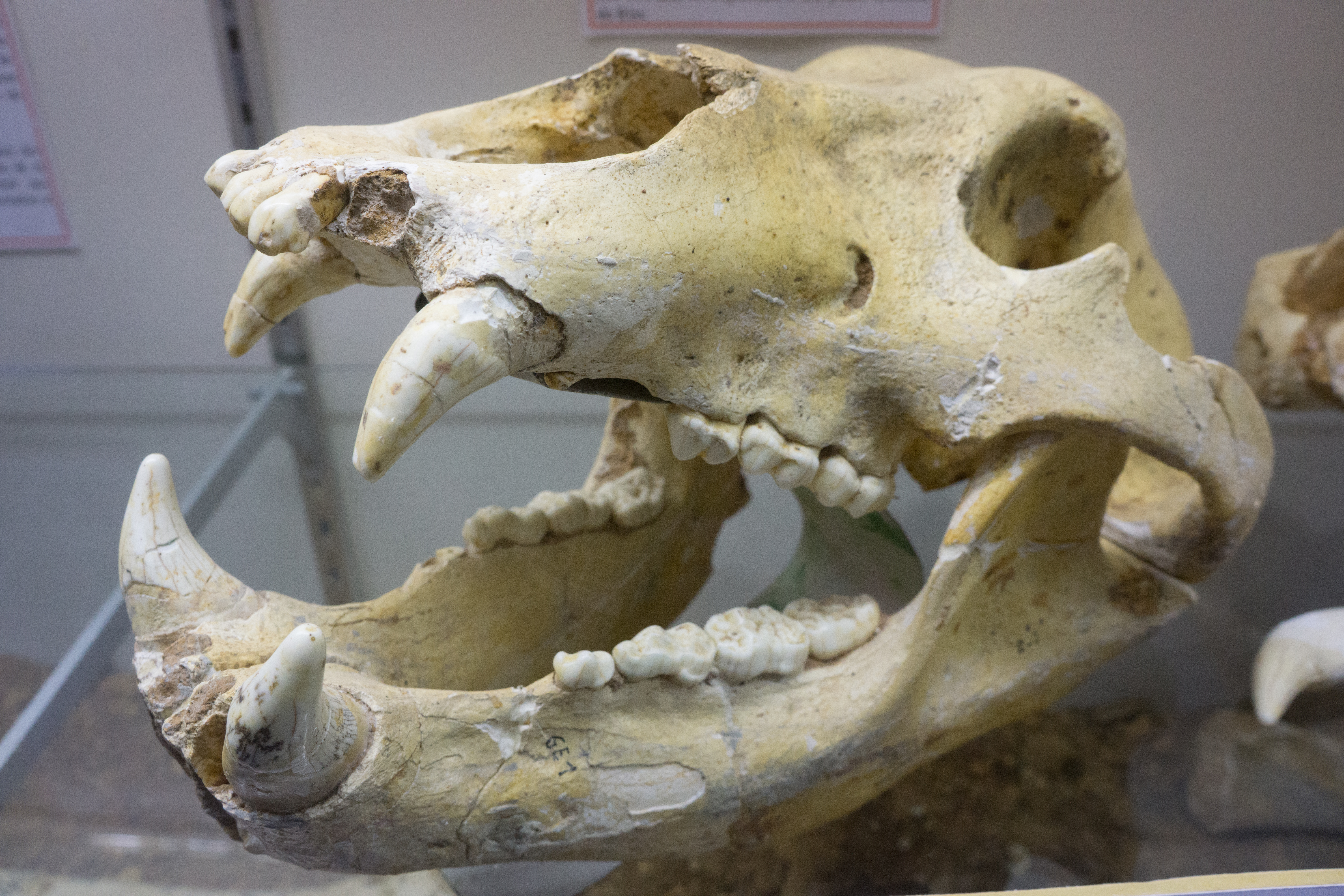
Cráneo de oso cavernario. Se puede apreciar la falta de premolares en el animal además de los grandes molares.

Las características morfológicas del aparato masticatorio del oso de las cavernas, incluida la pérdida de premolares, el gran tamaño de las muelas y el alto grado de desgaste que estas presentan, han sido sugeridas durante mucho tiempo como indicios de una dietas con un mayor grado de herbivorismo que el oso pardo euroasiático; incluso se ha llegado a sugerir una dieta exclusivamente vegetariana con base en la morfología dental. Esta idea es respaldada por resultados obtenidos en las pruebas de isótopos estables de los huesos del oso cavernario, las cuales muestran bajos niveles de nitrógeno-15 y carbono-13, dos isótopos que los carnívoros acumulan a un ritmo más rápido que los herbívoros.
Sin embargo existen indicios que apuntan a una dieta con un mayor aporte de proteína animal, como por ejemplo marcas de dientes en los restos de oso de las cavernas en áreas donde estos son los únicos carnívoros potenciales registrados, sugiriendo así una conducta de canibalismo sobre algunos ejemplares que no lograron sobrevivir a la hibernación. Como respaldo también se han realizado estudios microdentales que indican una mayor ingestión de huesos que en su contemporáneo U. arctos, junto con el análisis de los huesos de U. spelaeus encontrados en Peștera cu Oase, en los montes Cárpatos, que muestran niveles elevados de nitrógeno-15, indicando una dieta omnívora, si bien los valores están dentro del rango de los encontrados para el mamut.
Por tanto, pese a que la opinión predominante actual concluye que los osos de las cavernas presentan un grado de herbivorismo mayor incluso que en cualquier especie moderna del género Ursus, la creciente evidencia junto con la revaluación de la morfología cráneodental de U. spelaeus sugiere una dieta mayormente herbívora con diferentes niveles de ingesta de carne en función del individuo y los recursos disponibles en la zona.

### Mortandad y depredación
La muerte durante la hibernación parece haber sido un resultado común entre los osos de las cavernas, principalmente en ejemplares que fracasaron en acumular reservas de grasa durante el verano debido a la inexperiencia, la enfermedad o la vejez. Algunos huesos de osos muestran signos de numerosas dolencias, que incluyen fusión espinal, tumores óseos, caries, necrosis (especialmente en especímenes más jóvenes), osteomielitis, periostitis, raquitismo y cálculos renales. Se han encontrado esqueletos de osos cavernarios machos que muestran rotura del báculo, probablemente debido a enfrentamientos durante la temporada de cría. La longevidad de los osos de las cuevas es desconocida, aunque se ha estimado que rara vez superaban los veinte años de edad.

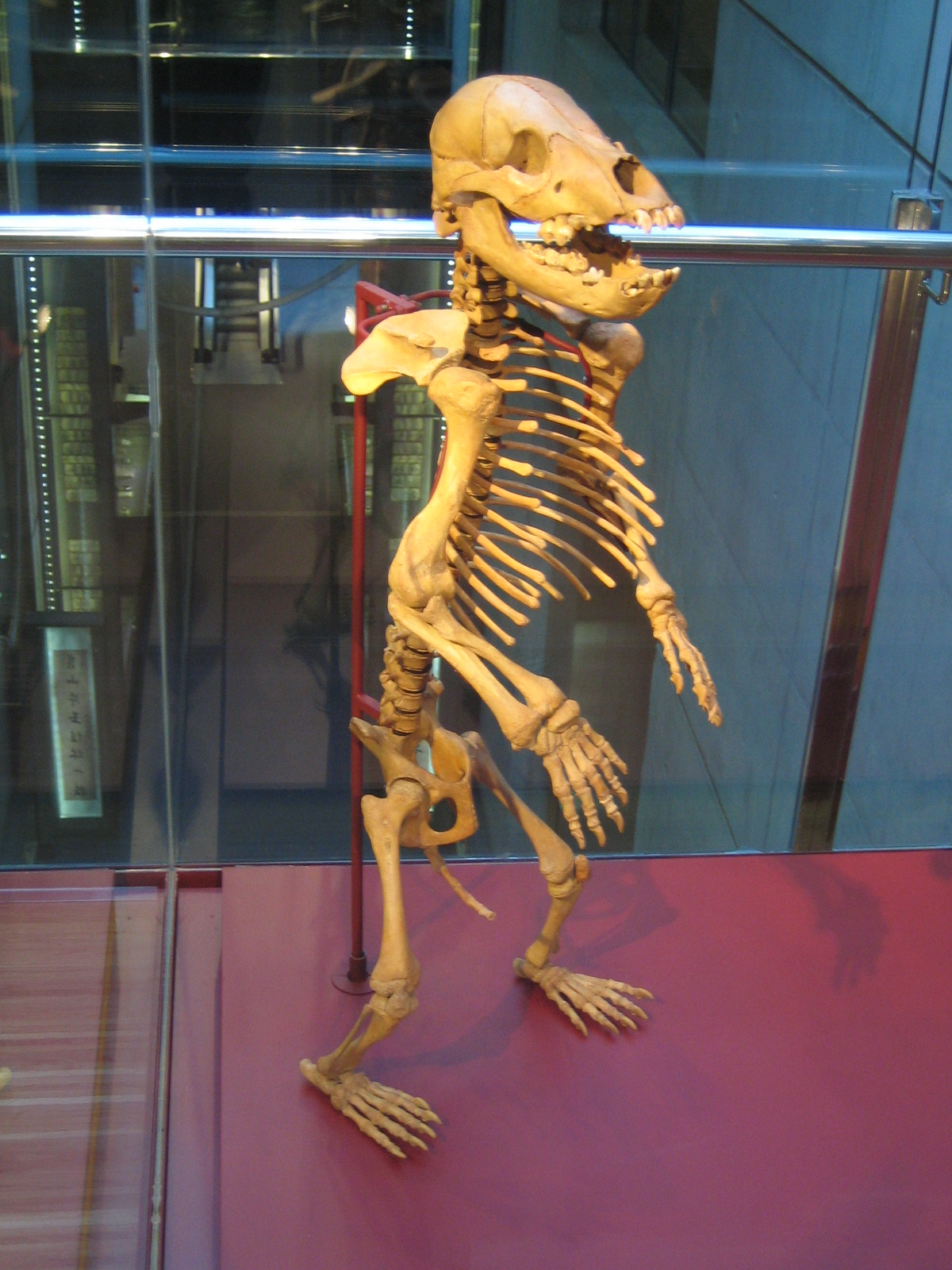
Esqueleto de una cría de Ursus spelaeus en CosmoCaixa, Barcelona.

Los paleontólogos dudan que los ejemplares adultos tuvieran depredadores naturales, salvo los lobos, los leones de las cavernas y las hienas de las cavernas, que probablemente habrían atacado a ejemplares jóvenes o enfermos. Se cree que las hienas de las cavernas son responsables de la desarticulación y destrucción de algunos esqueletos de osos de las cavernas, ya que estos cadáveres eran un recurso alimenticio óptimo para las hienas, especialmente a finales del invierno, cuando la comida era escasa. La presencia de esqueletos adultos totalmente articulados de leones de las cavernas en lo profundo de las guaridas de osos de las cavernas, junto con las marcas de mordiscos en huesos de ambas especies indica que los leones pueden haber entrado ocasionalmente en cuevas para alimentarse de osos cavernarios en hibernación, con el resultado de que algunos acabaron muriendo en el intento.

### Extinción
Las recientes revaluaciones de los fósiles indican que el oso de las cavernas probablemente se extinguió hace 24 000 años. Más que un solo factor, se sugiere que un conjunto complejo de factores fueron los causantes de su extinción.
En comparación con otras especies de la megafauna del Pleistoceno que también se extinguieron durante el último máximo glacial, se creía que el oso cavernario tenía una dieta más especializada de plantas de alta calidad y un rango geográfico relativamente restringido, lo cual se sugirió como causa de su temprana extinción respecto al resto de mamíferos. Algunos expertos han cuestionado esta afirmación, ya que el oso cavernario había sobrevivido a otros cambios climáticos anteriores. Además, la investigación del ADN mitocondrial indicó que el declive genético del oso cavernario comenzó mucho antes de que se extinguiera, reforzando la idea de que la pérdida de hábitat debido al cambio climático no era culpable de su extinción. Finalmente, se encontraron niveles altos de δ15N en los huesos del oso de las cavernas de Rumania, lo que indica posibilidades dietéticas más amplias de lo que se creía anteriormente.
La caza excesiva por parte de los seres humanos ha sido descartada en gran medida porque las poblaciones humanas en ese momento eran demasiado pequeñas como para representar una seria amenaza para la supervivencia del oso cavernario, aunque las dos especies pueden haber competido por el espacio vital en las cuevas. Además en contraposición de los osos pardos, los osos de las cavernas rara vez se representan en pinturas rupestres, lo que lleva a algunos expertos a creer que el oso de la cueva puede haber sido evitado por cazadores humanos o que sus preferencias de hábitat pueden no haberse superpuesto. Por último el paleontólogo Bjorn Kurten planteó la hipótesis de que las poblaciones de osos de las cavernas estaban fragmentadas y bajo estrés incluso antes del advenimiento de la Glaciación Würm. Las poblaciones que vivían al sur de los Alpes posiblemente sobrevivieron por mucho más tiempo.
Sin embargo las últimas investigaciones indican que el oso de las cavernas solo usó cuevas para la hibernación y que por tanto evitaba el uso de otras ubicaciones, como matorrales, para este propósito, en contraste con el oso pardo. Este comportamiento de hibernación especializado habría causado una alta tasa de mortalidad invernal para los osos de las cavernas que no pudieron encontrar las cuevas disponibles. Por lo tanto, a medida que las poblaciones de Homo sapiens aumentaban  y se extendían lentamente a lo largo del continente, el oso cavernario se enfrentaba a una creciente reducción del número de cuevas adecuadas, llegando incluso a los extremos de adentrarse en las zonas más profundas de estas para posteriormente quedar allí atrapados, y lentamente se desvanecía hasta la extinción, ya que los seres humanos buscaban cuevas como alojamiento, privando al oso de refugios adecuados. 
Actualmente esta hipótesis está siendo investigada. Según el estudio de la investigación, publicado en la revista Molecular Biology and Evolution, la datación por radiocarbono de los restos fósiles muestra que el oso cavernario dejó de ser abundante en Europa Central hace unos 35 000 años. "Esto se puede atribuir a la creciente expansión humana y la competencia resultante entre humanos y osos por tierra y refugio", explica el científico, quien relaciona esto con la escasa representación fósil de las presas del oso en el abundante registro fósil de esta especie.

## Distribución y Hábitat

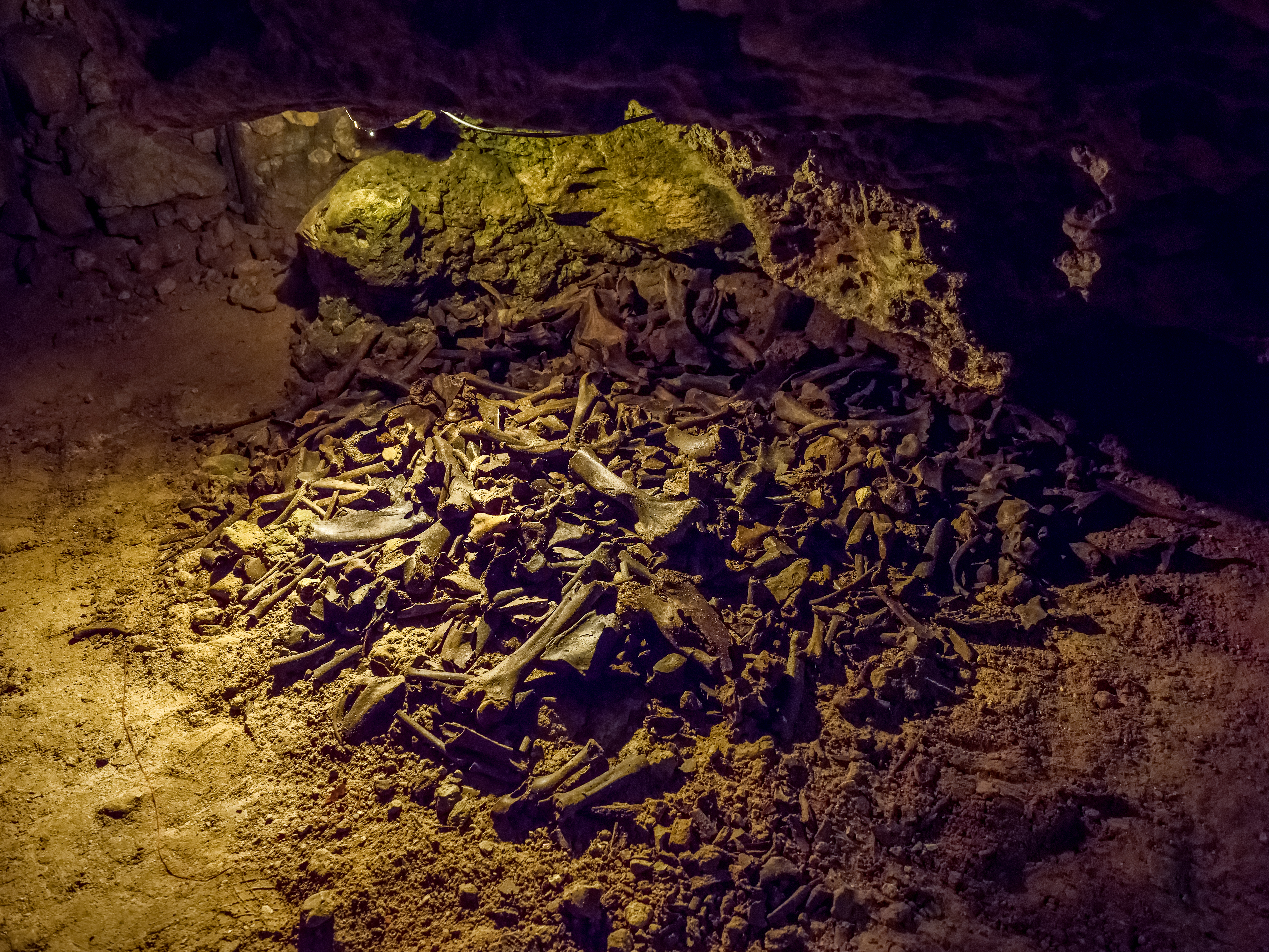
Acumulación de huesos de varios osos de las cavernas (Ursus spelaeus) en la Cueva del diablo, Pottenstein.

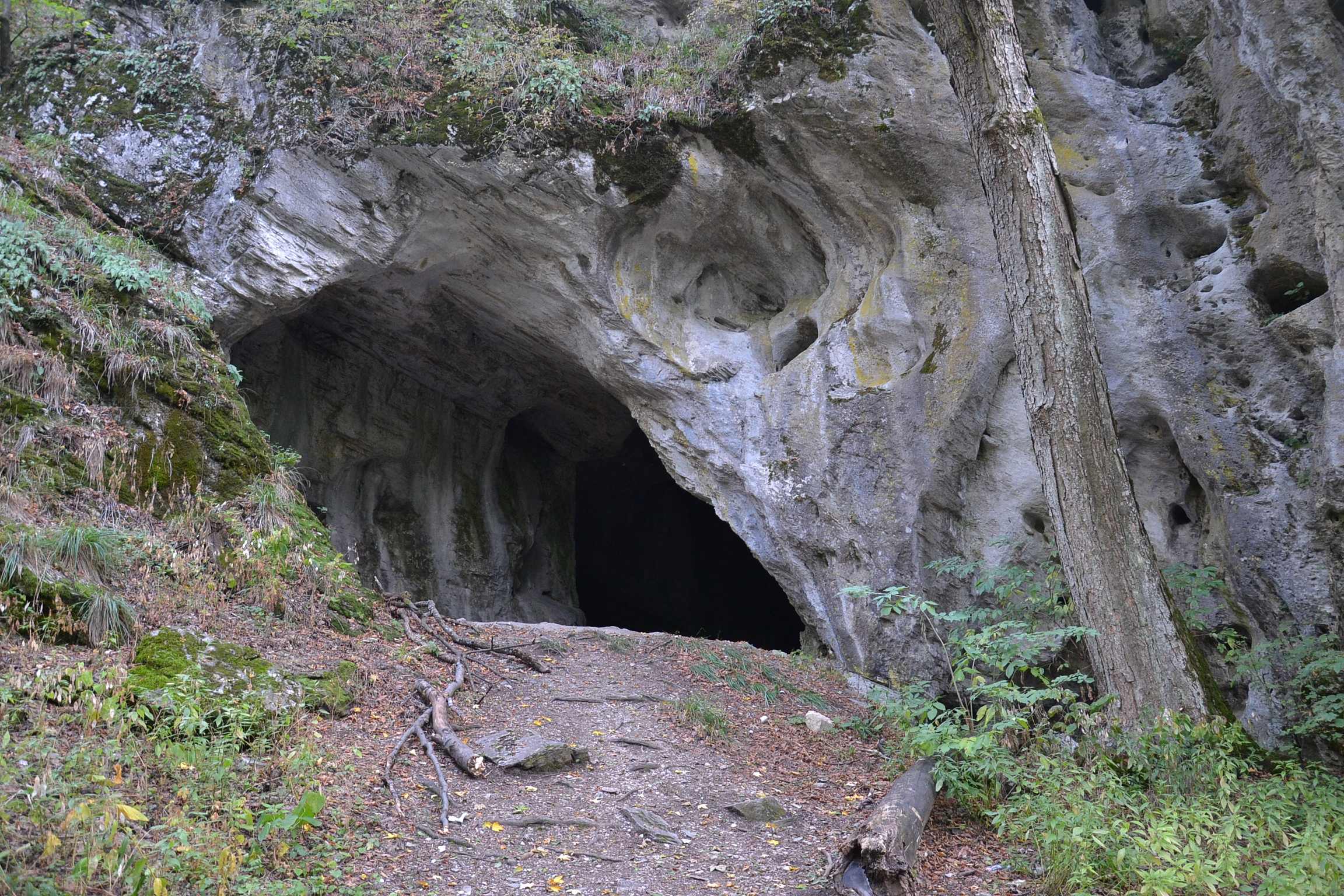
Cueva caliza ubicada en las montañas Bükk, Hungría, rodeada de bosques templados. Los osos de las cavernas hibernaban en cuevas como estas, ubicadas en las inmediaciones de áreas forestales.

La especie apareció hace 250 000 años y se extinguió hace unos 24 000 años. Durante ese periodo de tiempo, habitando áreas montañosas bajas, especialmente en regiones ricas en cuevas de piedra caliza) y zonas boscosas del continente europeo, evitando las llanuras herbáceas. Las principales poblaciones se encontraban en el norte de España, Francia, sur de Inglaterra y Alemania, norte de Italia, los Balcanes, Crimea y el Cáucaso, zonas montañosas y protegidas de los vientos fríos del norte que servían de refugio a los últimos bosques del continente durante la Glaciación Würm. Al reducirse estas áreas boscosas durante los máximos glaciales, las poblaciones de osos cavernarios quedaban frecuentemente aisladas y sujetas a la consanguinidad.
Como los osos pardos, los osos cavernarios eran animales solitarios. Despertaban en primavera del largo letargo invernal y pasaban el buen tiempo alimentándose, fundamentalmente de hierbas, frutos y hojas que machacaban con sus potentes molares. El apareamiento debía producirse en verano, pues los hallazgos fósiles indican que los oseznos también nacían durante el invierno, como en las demás especies de osos actuales. A finales del otoño, los osos buscaban cuevas en las que pasar el invierno. Es precisamente en el fondo de las cuevas donde se han encontrado la mayoría de los restos de osos cavernarios, razón por la que han recibido su nombre popular.
La gran cantidad de huesos encontrados en el sur, centro y este de Europa ha llevado a algunos científicos a pensar que Europa pudo haber tenido literalmente manadas de osos de las cavernas. Otros, sin embargo, señalan que, aunque algunas cuevas tienen miles de huesos, se acumularon durante un período de 100 000 años o más, por lo que requieren solo dos muertes en una cueva por año para dar cuenta de los grandes números.

## Interacciones con el ser humano

Diente de oso perforado - Grotte Duruthy - Muséum de Toulouse

Entre los años 1917 y 1923, la cueva de Drachenloch en Suiza fue excavada por Emil Bächler. La excavación descubrió más de 30,000 esqueletos de osos de las cavernas. También descubrió un cofre de piedra o cista que consiste en una pared baja construida de losas de piedra caliza cerca de la pared de una cueva con una serie de cráneos de oso en su interior. Además, se encontró un cráneo de oso de la caverna con un hueso de fémur de otro oso atrapado en su interior. Scholarship especuló que esto podía ser interpretado de tres formas distintasː
- Como prueba de ritos religiosos humanos prehistóricos que involucraban al oso cavernario.
- Que el animal era cazado como parte de un ritual de caza.
- Que los cráneos se guardaban como trofeos.[32]

En Arqueología, Religión, Ritual (2004), el arqueólogo Timothy Insoll cuestiona fuertemente si los hallazgos de Drachenloch en la cripta de piedra fueron el resultado de la interacción humana. Insoll afirma que la evidencia de prácticas religiosas que involucran a osos de las cavernas en este período de tiempo está "lejos de ser convincente". También afirma que las comparaciones con las prácticas religiosas que involucran osos que se conocen desde tiempos históricos son inválidas.
Un fenómeno similar se encontró en Regourdou, en el sur de Francia. Un hoyo rectangular contenía los restos de al menos veinte osos, cubiertos por una enorme losa de piedra. Los restos de un neandertal yacían cerca de otro pozo de piedra, con varios objetos, incluyendo un húmero de oso, un raspador, un núcleo y algunos copos, que se interpretaron como ofrendas.
El hallazgo inusual en una cámara profunda de la cueva Bàsura en Toirano (Savona), Italia, se cree que está relacionado con el culto al oso cavernario, ya que hay una estalagmita vagamente zoomorfa rodeada de gránulos de arcilla. Aparentemente fue utilizado por los neandertales para una ceremonia; los huesos del oso esparcidos en el piso sugieren que esto probablemente tuvo algún tipo de propósito ritual.